# 索迪爾鎮區 (愛荷華州克勞福德縣)
索迪爾鎮區（英語：Soldier Township）是位於美國愛荷華州克勞福德縣的一個行政鎮區。

## 地方資料
根據2010年美國人口普查的數據，索迪爾鎮區的面積為91.99平方千米，當中陸地面積為91.98平方千米，而水域面積為0.01平方千米。當地共有人口323人，而人口密度為每平方千米3.51人。